# Катаріна Лабуре
Катаріна Лабуре, Лябуре, Катаріна Лабур (фр. Catherine Labouré; 2 травня 1806 року, Фен-ле-Мутьє, Бургундія, Франція — 31 грудня 1876 року, Париж, Франція) — свята римсько-католицької церкви, містичка.

## Життєпис
Народилася у багатодітній селянській родині. Після смерті матері допомагала своєму батькові по господарству. Мріяла піти за старшою сестрою у монастир, але її батько, попри небажання дочки, відіслав її в 1828 році на заробітки до Парижа.
На початку 1830 року Катаріна написала листа з проханням прийняти її в монастир жіночої чернечої конгрегації «Дочки милосердя». Рада сестер 14 січня 1830 року дала дозвіл, і 21 квітня 1830 року вона переїхала в монастир.
У 1831 році монастирське керівництво відправило Катаріну доглядати за людьми похилого віку в притулок, який був заснований 1819 року герцогинею Бурбонською. Але замість догляду за хворими, їй доручили роботу в курнику і пральні.
3 травня 1835 року Катаріна прийняла вічні чернечі обітниці.
У липні 1870 року, через війну Франції з Пруссією і окупацію Парижа пруськими військами, Катаріна була змушена залишити своє служіння у притулку і покинути Париж, але в березні 1871 року вона повернулася назад. Незважаючи на свій 65-річний вік, продовжувала працювати в притулку на посаді настоятельки. У 1874 році її відсторонили від роботи через хвороби і поважний вік. Померла Катаріна 31 грудня 1876 року.

## Видіння

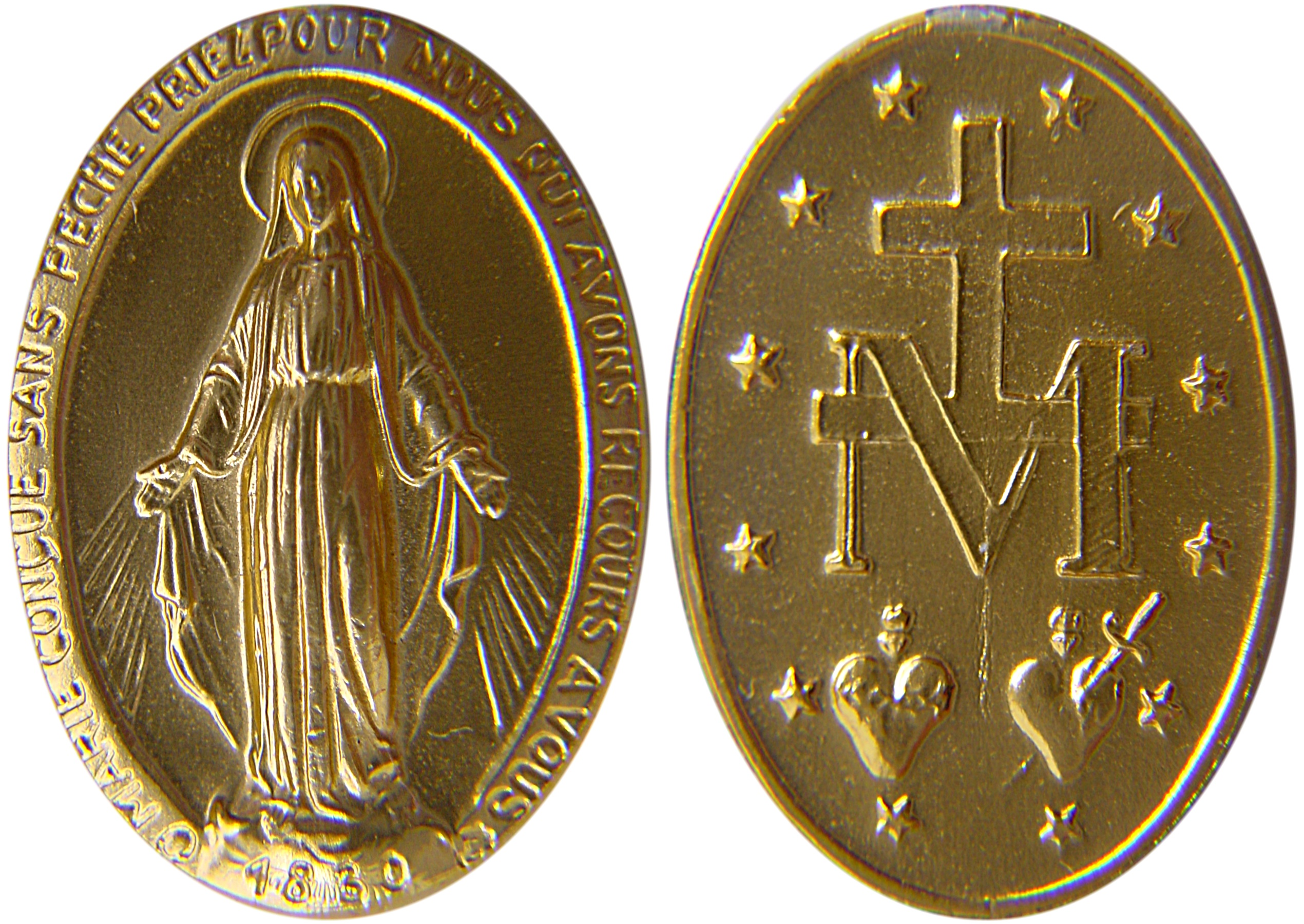
Медальйон Пресвятої Богородиці

Під час перебування у монастирі і роботи в притулку Катаріна мала численні духовні видіння, в яких до неї являлися святий Вікентій і Діва Марія. У цих видіннях вона отримала завдання виготовити чудотворний медальйон із зображенням Богородиці.
Наприкінці травня 1831 року за ескізами Катаріни цей медальйон виготовили масовим тиражем, і сестри конгрегації «Дочки милосердя» почали поширювати його в Парижі, де саме в той час лютувала холера. Відтоді чудотворний медальйон широко використовується католиками у своїй духовній практиці.

## Канонізація
У 1933 році оголошена блаженною Римським папою Пієм XI, а в 1947 році — канонізована Римським папою Пієм XII. У Парижі, в каплиці на вул. Бак, 140, перебувають нетлінні мощі святої Катаріни Лабуре.

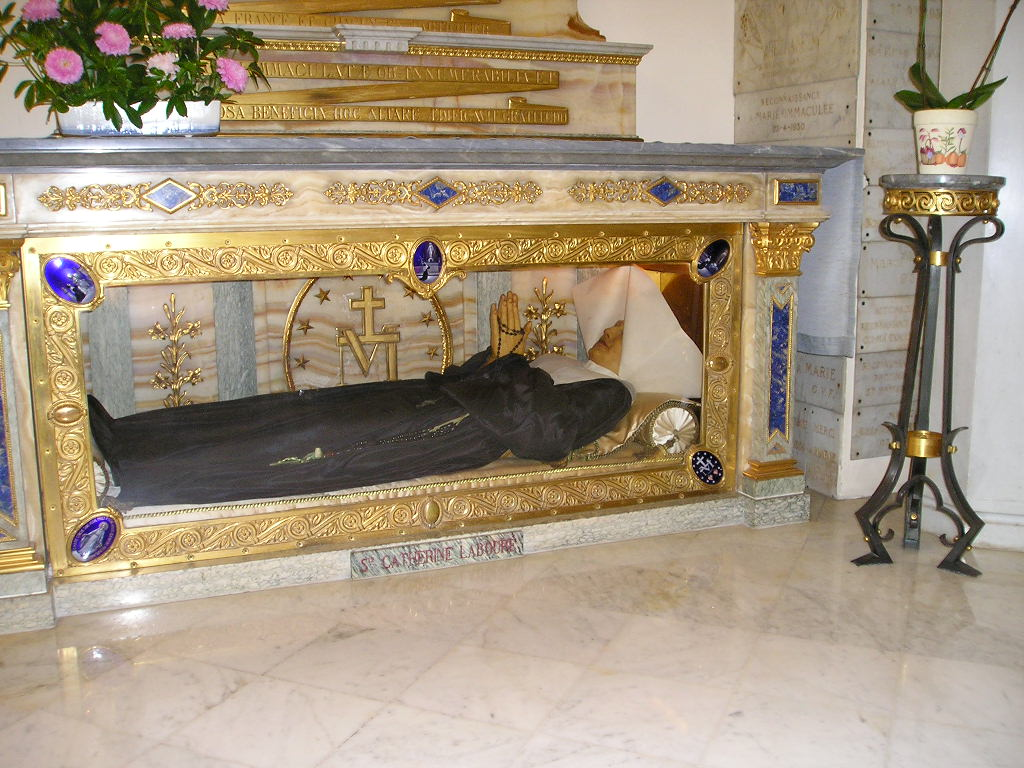
Рака з тілом Катаріни Лабуре

## Джерело
- Рене Лорантен, Жизнь Катрин Лябуре, изд. «Про Христо», Минск, 2007, ISBN 978-985-6628-94-1